# Elazar Shach
Elazar Menachem Man Shach (en hebreo: אלעזר מנחם מן שך) (o Rav Leizer Shach, su nombre a veces es escrito en inglés como Eliezer Schach) (22 de enero de 1898 - 2 de noviembre de 2001), fue un rabino jaredí mitnagdí lituano, que vivía en Eretz Israel. Era el director de la Yeshivá de Ponevezh ubicada en Bnei Brak, y fundó el partido político Déguel HaTorá, que representaba a los judíos asquenazitas lituanos en la Knéset, el Parlamento de Israel, muchos de los cuales lo consideraban un "Gadol HaDor" (el líder supremo religioso de su generación) y utilizaban el nombre honorífico de "Marán" ("nuestro maestro") para referirse a él.

## Vida política
Para Shach, luchar contra el secularismo y el sionismo no era suficiente. Durante los años de su liderazgo, también libró amargas guerras contra cualquiera que sospechara que se desviaba del camino clásico del Haredi. A instancias de Aharon Kotler, Shach se unió al Moetzes Gedolei HaTorah. Cuando el rabino Zalman Sorotzkin murió en 1966, Shach fue nombrado presidente del Moetzes Gedolei HaTorah, antes de dimitir posteriormente del Moetzes después de que los otros rabinos principales se negaran a seguirle. Shach escribió en términos muy fuertes apoyando a cada ciudadano observante que vota. Consideraba que un voto no emitido para el partido o candidato correcto era efectivamente un voto para el partido y candidato equivocado. Este tema es consistente en sus escritos desde el momento en que se estableció el Estado de Israel.

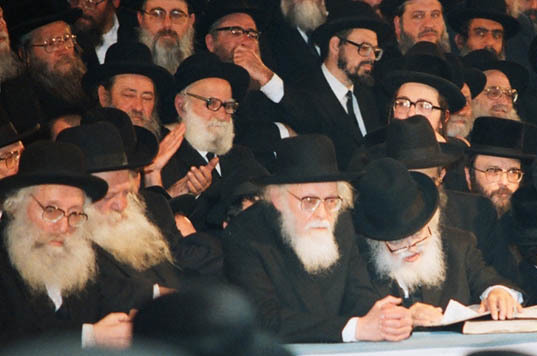
Elazar Shach (finales de los años 80), sentado en el centro, mirando hacia abajo, sosteniendo un libro. Los rabinos Yosef Shalom Elyashiv y Chaim Kanievsky están sentados a su izquierda.

Shas se presentó a la 11.ª Knesset en 1984, y Shach hizo un llamamiento a sus seguidores "lituanos" para que le votaran en las urnas, un movimiento que muchos consideraron clave desde el punto de vista político y religioso en la ruptura de Shach con la Agudat Yisrael, controlada por los jasídicos. Aunque al principio Shas estaba en gran medida bajo la égida de Shach, el rabino Ovadia Yosef fue ejerciendo gradualmente el control del partido, lo que culminó con la decisión de Shas de apoyar al partido Labor en la 13.ª Knesset en 1992.
En vísperas de las elecciones israelíes de noviembre de 1988, Shach se separó oficialmente de Agudat Israel en protesta porque Hamodia publicó, como anuncios pagados, una serie de artículos basados en las enseñanzas religiosas del Rebe de Lubavitch, Menachem Mendel Schneerson. Shach criticó a Schneerson por sus presuntas aspiraciones mesiánicas. Shach quería que el partido Aguda se opusiera a Lubavitch; sin embargo, todos los grupos jasídicos del partido, excepto uno (Belz), se negaron a apoyarlo. Shach y sus seguidores formaron entonces el Degel HaTorah ("Bandera de la Torá") para representar a los judíos asquenazíes no jasídicos. Haredim.
Tras una visita personal de Shach a los principales rabinos y decisores halájicos de la época, Yosef Shalom Eliashiv y Shlomo Zalman Auerbach en Jerusalén para buscar su apoyo al nuevo partido, éstos accedieron a prestarlo. Los seguidores de Schneerson se movilizaron para apoyar al partido Agudat Yisrael. Al final, Agudat Yisrael consiguió casi el triple de votos que en 1984, y aumentó su representación en la Knesset de dos a cinco escaños, mientras que Degel HaTorah sólo obtuvo dos escaños. 
Tras la amarga contienda de las elecciones de 1988, Degel HaTorah cedió y aceptó trabajar junto a Agudat Yisrael. Combinaron sus fuerzas en las elecciones de 1992, bajo el nombre de Judaísmo Unido de la Torá (UTJ) Yahadut HaTorah HaMeukhedet en Hebreo, un acuerdo que ha continuado hasta la actualidad.
En un discurso pronunciado antes de las elecciones de 1992, Shach dijo que los sefardíes todavía no eran aptos para el liderazgo, y despertó una gran ira entre los votantes sefardíes. Tras las elecciones, Shach dio instrucciones a Shas para que no se uniera al gobierno, mientras que Ovadia Yosef les indicó que se unieran, lo que precipitó una ruptura abierta entre los partidos. Shach declaró entonces que Shas se había alejado de la comunidad judía al unirse a los malvados...
Alrededor de 1995, la actividad política de Shach disminuyó, tras el deterioro de su salud, antes de cesar por completo. Después, los dos principales líderes del partido Degel HaTorah fueron los rabinos Yosef Shalom Eliashiv (fallecido en 2012) y continuaron con Aharon Leib Shteinman.
Shach se oponía profundamente al sionismo, tanto secular como religioso. Despreciaba ferozmente a los israelíes laicos y su cultura. Por ejemplo, durante un discurso de 1990, arremetió contra los kibbutz laicos como "criadores de conejos y cerdos" que no "sabían lo que es el Yom Kippur". En el mismo discurso, dijo que los Partido Laborista se habían desvinculado de su pasado judío y deseaban "buscar una nueva Torá". El político del Partido Laborista Yossi Beilin dijo que el discurso de Shach había hecho retroceder las relaciones entre israelíes religiosos y seculares durante décadas.
En 1985, cuatro años después de que el Partido Laborista de Israel apoyara una liberalización del ley del aborto, Shach se negó a reunirse con Shimon Peres, ya que ni siquiera hablaría con un "asesino de fetos".
En Haaretz, Shahar Ilan lo describió como "un ideólogo" y "un fanático que repetidamente llevó a sus seguidores a batallas ideológicas".
Shach nunca pareció preocupado por la discordia que pudieran causar sus duras declaraciones, diciendo que "No hay necesidad de preocuparse por el machlokes [disputa], porque si se hace por el bien del Cielo, al final, perdurará... uno está obligado a ser un baal-machlokes [disputador]. No es una hazaña estar de acuerdo con todo el mundo!".
Shach también fue crítico con la democracia, refiriéndose a ella en una ocasión como un "cáncer", y añadiendo que "sólo la sagrada Torá es la verdadera democracia"."

### El Holocausto
Shach enseñaba que el Holocausto era un castigo divino por las pecados del pueblo judío y por su abandono de la observancia religiosa por la ilustración. Causó indignación en los medios de comunicación seculares israelíes cuando afirmó que "el Santo, bendito sea, llevó la cuenta durante cientos de años hasta sumar seis millones de judíos". En su defensa, los miembros de la Knéset haredíes dijeron que sus comentarios habían sido malinterpretados y que no pretendían justificar las atrocidades nazis. Shach creía que el laicismo de la sociedad israelí provocaría otro Holocausto y en una ocasión dijo que si el Ministerio de Educación de Israel se ponía en manos de la miembro de la Knéset Shulamit Aloni, del partido Meretz , ello daría lugar a que "más de un millón de niños israelíes se vieran forzados a la apostasía, y eso sería peor que lo que les ocurrió a los niños judíos durante el Holocausto". Al querer evitar que se desviara el orden establecido de las oraciones, se opuso a la composición de nuevas oraciones para conmemorar a las víctimas del Holocausto.